# Legge di Haüy

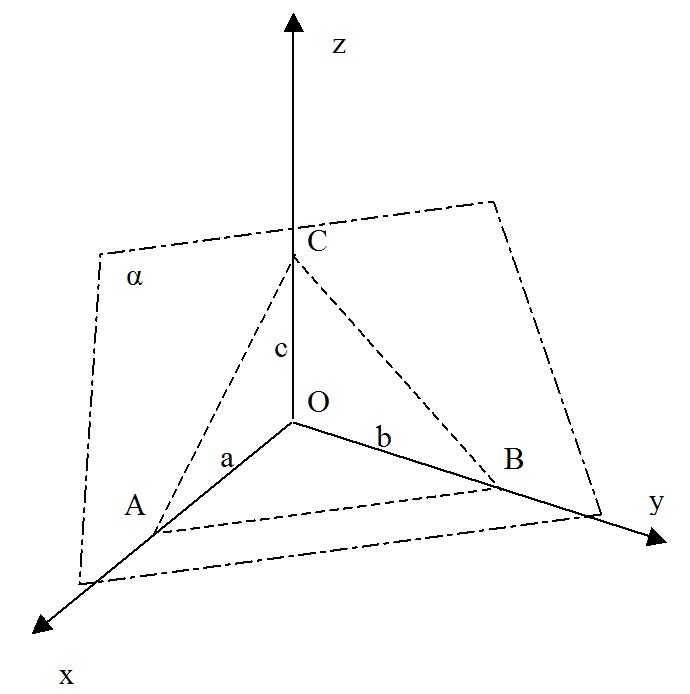
La faccia giacente nel piano α ha un rapporto parametrico a : b : c, dove a è il segmento OA e così via.

La legge di Haüy (o legge di razionalità degli indici o seconda legge della cristallografia) è una legge fondamentale della cristallografia che regola la giacitura reciproca delle facce dei cristalli.
Venne formulata per la prima volta, sulla base di misure sperimentali, dal mineralogista francese René Just Haüy (1743-1822) che la espose nell'opera "Essai d'une théorie sur la structure des crystaux" (Saggio di una teoria sulla struttura dei cristalli, 1784). La legge di Haüy è una logica conseguenza della legge della costanza dell'angolo diedro enunciata nel 1783 da Rome de l'Isle (1736-1790) sempre su base sperimentale.
Il suo enunciato può essere espresso in questo modo:
In relazione alla figura, consideriamo i segmenti (AO, BO, CO) definiti dall'intersezione, con una terna di assi cartesiani di riferimento, di un qualunque piano del reticolo cristallino non parallelo a questi assi. Il triangolo ABC è una porzione di tale  piano che viene chiamata "faccia fondamentale" o "faccia parametrica" in quanto indicata tramite il rapporto parametrico:
AO : BO : CO = a : b : c
dove a, b e c sono le lunghezze dei segmenti AO, BO e CO.
Haüy, misurando sperimentalmente gli angoli diedri tra due facce qualsiasi di uno stesso cristallo, «notò che i rapporti dei rapporti parametrici delle due facce sono numeri razionali, ossia rapporti tra numeri interi» formulando la seguente relazione che corrisponde parzialmente all'enunciato della legge omonima.
{\displaystyle {a \over a'}:{b \over b'}:{c \over c'}=h:k:l}
Se ABC e A'B'C' sono due facce qualsiasi non parallele alla croce assiale, a, b e c rappresentano i parametri della faccia ABC e a', b' e c', quelli della faccia A'B'C'; h, k e l - che sono i rapporti tra i parametri delle due facce - sono tre numeri interi primi tra loro e vengono chiamati indici di Miller.
Scelta opportunamente la terna di assi di riferimento («tre rette parallele a tre spigoli convergenti e non complanari» come espresso nell'enunciato), gli indici di Miller superano raramente il valore 6 giustificando l'asserzione «generalmente piccoli» dello stesso enunciato, ed è proprio come conseguenza di questo ridotto valore numerico che questa legge è stata verificata con sorprendente generalità entro i margini di errore delle misure sperimentali.